# ماريو أند لويجي: باوزرز إنسايد ستوري
ماريو أند لويجي: باوزرز إنسايد ستوري (بالإنجليزية: Mario & Luigi: Bowser's Inside Story)‏ هي لعبة فيديو تقمص الأدوار، تم تطويرها بواسطة ألفادريم غيمز ونشرتها نينتندو لنظام ألعاب الفيديو المحمول نينتندو دي أس في عام 2009. إنها اللعبة الثالثة في سلسلة تقمص الأدوار ماريو أند لويجي، وقد استفادت من الشاشات التفاعلية للدي أس في بعض آليات اللعب الخاصة بها مع تقديم العديد من العناصر التي سيتم استخدامها في اللعب المستقبلي للمسلسل.
تتضمن حبكة اللعبة ماريو ولويجي في جسد خصمهما الطويل، باوزر. يتعلم الأخوان ماريو مساعدة باوزر، غير المدركين لوجودهم، لمحاربة عدوهم المشترك فاوفل، الذي سيطر على مملكة الفطر. تركز طريقة اللعب على تعاون الثلاثي، الذين يستخدمون قدراتهم الخاصة لحل الألغاز ومحاربة الأعداء وبالتالي التقدم خلال اللعبة. على غرار سابقاتها، يؤكد أسلوب تقمص الأدوار على نظام معركة قائم على الأدوار يركز على دقة التوقيت، ويكاد يكون كوميديًا بطبيعته.
حققت اللعبة نجاحًا نقديًا وتجاريًا على حد سواء، حيث اعتبرها العديد من المعجبين والنقاد أنها أفضل لعبة في السلسلة. إنها أكثر لعبة تقمص أدوار من سلسلة ماريو مبيعًا، حيث بيعت أكثر من أربعة ملايين نسخة حول العالم بحلول أبريل 2011.
تم إصدار تكملة بعنوان ماريو أند لويجي: دريم تيم من أجل نينتندو 3دي أس في 12 يوليو 2013. تم إصدار نسخة جديدة محسنة لنينتندو 3دي أس بعنوان ماريو أند لويجي: باوزرز إنسايد ستوري + باوزر جونيورز جورني (بالإنجليزية: Mario & Luigi: Bowser's Inside Story + Bowser Jr.'s Journey)‏، في اليابان في 27 ديسمبر 2018، وفي أمريكا الشمالية في 11 يناير 2019، وفي أوروبا في 25 يناير 2019، وفي أستراليا في 26 يناير 2019.

## أسلوب اللعب

باوزر يواجه فاوفل إكسبرس.

تتناوب طريقة اللعب بين ثلاث شخصيات: ماريو ولويجي، اللذان يتم التحكم فيهما معًا على الشاشة السفلية باستخدام A و B، وباوزر، الذي يتم التحكم فيه في الشاشة العلوية باستخدام X و Y. هناك عالمان رئيسيان: العالم الخارجي الرئيسي، وهو يتم تشغيله في عرض علوي، والعالم داخل جسم باوزر، وهو عالم ثنائي الأبعاد يتم عرضه على الجانب. على الرغم من أن معظم اللعبة يتم لعبها مع ماريو ولويجي داخل باوزر وباوزر نفسه في العالم الخارجي، فإن ماريو ولويجي يتمتعان أيضًا بفرص زيارة العالم عبر أنابيب الاعوجاج مع تقدم اللعبة. عادة ما تتناوب طريقة اللعب بين السيطرة على الأخوة والسيطرة على العربة. تتضمن بعض الأقسام تفاعلًا مباشرًا بين الأخوين وباوزر.
يتم إعادة استخدام نظام المعركة من اللعبتين السابقتين مع باوزر كشخصية قابلة للعب. تشبه معارك باوزر معارك ماريو ولويجي، على الرغم من أن باوزر متخصص في اللكم وتنفس النار. أثناء معارك باوزر، يمكنه استنشاق الدفاعات والأعداء من أعلى الشاشة. أي أعداء مستنشقين يدخلون جسده، حيث يقاتلهم ماريو ولويجي. لدى ماريو ولويجي وباوزر مجموعاتهم الخاصة من الهجمات الخاصة التي تستخدم شاشة اللمس. يمكن لماريو ولويجي فتح القدرات من خلال العثور على قطع هجوم، بينما يمكن لباوزر اكتساب قدرات جديدة عن طريق إنقاذ أتباعه المحبوسين أو من خلال إيجاد كتل حية تشبه القطط تسمى بليتيز.
الشخصيات لها «رتب» تزداد مع مستواها. عند الوصول إلى هذه المعالم، تحصل تلك الشخصية على مكافأة خاصة، مثل فتحة معدات إضافية، أو معدات إضافية، أو القدرة على زيارة متاجر جديدة. لدى كل من ماريو ولويجي ستة صفوف، في حين أن باوزر لديه أربعة. تم أيضًا تغيير نظام الشارات من الألعاب السابقة؛ الآن يمكن لماريو ولويجي استخدام تأثيرات معينة عن طريق ملء عداد ثم لمسه لتفعيل تأثيره. يختلف تأثير الشارة، مثل التعافي الصحي أو زيادة الإحصائيات، اعتمادًا على مجموعة الشارات المجهزة.
هناك العديد من الألعاب الصغيرة التي يتعين على ماريو ولويجي فيها مساعدة جسد العربة من الداخل لمساعدته على التقدم. ومن الأمثلة على ذلك «مركز الذراع»، حيث يضرب الأخوان عناصر شبيهة بالشرارة في عضلة لتقوية أذرع العربة؛ «المخفر الأمامي للساق»، حيث يقومون بالدوس على عضلات الساق لتقوية أرجل العربة؛ و «فحص الأمعاء»، حيث يساعدان على هضم الطعام الذي تأكله العربة. في أحد المواقع، يقوم اللاعب بتجميع الأدرينالين من أجل زيادة حجم العربة إذا تم سحقه، مما يؤدي إلى نظام معركة جديد يتم فيه تثبيت نظام الدي أس عموديًا وتتطلب جميع الهجمات القلم والميكروفون. يستبدل إصدار 3دي أس الزر بالضغط على الميكروفون ولكنه لا يزال يشتمل على القلم في حركات معينة.

## الحبكة
تبدأ اللعبة بمرض يسمى ذا بلوربس (بالإنجليزية: The Blorbs)‏ ينتشر عبر مملكة الفطر. تنتفخ تود المصابة بالمرض مثل البالون وتتدحرج بشكل لا يمكن السيطرة عليه. يتم استدعاء اجتماع المجلس على الفور في قلعة الأميرة بيتش لمناقشة ما يمكن فعله بشأن الوباء. كما يحضر ستارلو، ممثل ستار سبرايتس الذي يراقب مملكة الفطر. في الاجتماع، تم اكتشاف أن جميع المتضررين قد أكلوا من قبل مشروم بلورب أعطاهم لهم بائع، وهو العالم المجنون فاوفل بالسر. يغزو باوزر القلعة في محاولة لاختطاف الأميرة بيتش ولكن هزمه ماريو وطرده من القلعة، مما دفعه للطيران إلى الخارج.
يجد باوزر نفسه في ديمبل وود، حيث خدعه فاوفل ليأكل مكنسة كهربائية التي تمنحه القدرة على استنشاق الأشياء. مباشرة بعد تناوله، يبدأ باوزر في استنشاق كل شيء على مرمى البصر ويعود إلى القلعة، حيث يستنشق ماريو ولويجي والأميرة بيتش وستارلو وأصدقائهم في جسده، مما أدى إلى تقليص حجمهم جميعًا إلى الحجم المجهري. بعد ذلك، توفي باوزر، ومع اختفاء بيتش الآن ومرض بلوربس الذي أدى إلى إعاقة غالبية مملكة الفطر، قام فاوفل بالاستيلاء على قلعة بيتش، بينما استولى مساعده، ميدبوس الذي يشبه الخنازير، على قلعة باوزر. أثناء التنقل في جسد باوزر، تمكن ماريو ولويجي من إحيائه، وكشف أنه ليس لديه ذاكرة عن هيجانه الطائش، وبالتالي لا يعرف أن الأخوين ماريو داخل جسده. تتواصل باوزر فقط مع ستارلو، التي تطلق على نفسها اسم "Chippy" لتجنب الشك. يبدأ باوزر في تعقب فاوفل في محاولة لاستعادة قلعته بمساعدة الأخوين ماريو وستارلو.
بعد قيادة باوزر إلى الفخ، يستخرج فاوفل بيتش من داخل جسم باوزر ويستحوذ على النجمة المظلمة، وهو كيان شرير وقوي مع ختم لا يمكن كسره إلا بواسطة بيتش. عندما يجد الثلاثي حاجزًا يمنع أيًا منهم من دخول قلعة بيتش، يستطيع ماريو ولويجي التسلل من جسد باوزر معًا عبر أنبوب الاعوجاج إلى مدينة تود، حيث يخبرهم الطبيب الدكتور تودلي أنه يجب عليهم جمع علاجات النجوم الثلاثة بالترتيب لإنشاء العلاج المعجزة، وهو كائن طبي سحري من شأنه أن يعالج مرض بلوربس ويدمر الحاجز. يسمع باوزر هذا ويسارع من أجل العلاج بنفسه، فقط ليحاصر في خزنة من قبل بعض أتباعه الذين خانوه لخدمة فاوفل. في النهاية، يجمع الأخوان علاجات النجوم الثلاثة، ويدمر العلاج المعجزة الحاجز، ويشفي مرض بلوربس في هذه العملية.
يتم تحرير باوزر من الخزنة ويتعقب فاوفل في قلعة بيتش المحولة. بعد هزيمة باوزر لميدبوس، انكسر ختم النجمة المظلمة أخيرًا. يبدأ فاوفل بامتصاص قوته حتى يقوم باوزر بلكمه بعيدًا، ويدخل جسم باوزر، حيث يعلق على خلاياه ويمتص حمضه النووي. يعود ماريو ولويجي إلى داخل جسم باوزر لإيقاف النجمة المظلمة، لكنه يهرب، ويستخدم الحمض النووي لباوزر ليبدأ في أن يصبح شبيه غامضًا وقويًا لباوزر يُدعى باوزر المظلم، ويبحث عن فاوفل لاستعادة القوة التي سرقها منها لإكمال التحول. في هذه الأثناء، بدأ فاوفل في محاولة تحديد موقع النجمة المظلمة لإنهاء الاستيلاء على قوته، لكن باوزر وجده وهزمه، قبل أن يجد فاوفل باوزر المظلم ويمتصه. هذا يسمح لها بإكمال تحولها أخيرًا، وتهدد قوتها مملكة الفطر. يحارب باوزر باوزر المظلم، ويستنشق قلب النجمة المظلمة عندما يحاول الابتعاد بعد فوزه، مما يسمح لماريو ولويجي بمحاربة وتدمير قلب النجمة المظلمة، وبالتالي تدمير باوزر المظلم والنجمة المظلمة، واستعادة مملكة الفطر إلى وضعها الطبيعي. فاوفل، بعد أن تم استنشاقه في باوزر كجزء من قلب النجمة المظلمة أثناء المعركة، في البداية تظاهر بالندم، قبل أن يدمر نفسه فجأة في محاولة أخيرة لتدمير الأخوين ماريو تسبب الانفجار في قيام باوزر بتقيؤهم وأي شخص آخر لديه استنشق. غاضبًا من هذا الاكتشاف، شرع باوزر في محاربة الأخوين ماريو، لكنه هُزم وعاد إلى قلعته. أعيد بناء القلعتين، وأتباع باوزر يعيدون ولائهم له ويرسل بيتش كعكة باوزر كإمتنان لجهوده البطولية غير المقصودة.

## التطوير
تم الكشف عن اللعبة في حدث طوكيو الصحفي لنينتندو، الذي أقيم في اليابان في أكتوبر 2008، تحت العنوان الياباني ماريو أند لويجي آر بي جي 3 !!!. كشف المؤتمر عن تفاصيل اللعبة القادمة فيما يتعلق بالحبكة وأسلوب اللعب، بالإضافة إلى حقيقة أنها ستشمل استخدامًا مكثفًا للشاشة التي تعمل باللمس. طورت ألفادريم غيمز اللعبة، مطورو سوبرستار ساجا وبارتنرز إن تايم، هذه اللعبة جنبًا إلى جنب مع المساهمين ذوي الخبرة في سلسلة ماريو مثل يوكو شيمومورا وتشارلز مارتنيه اللذين يعملان على الموسيقى والتمثيل الصوتي على التوالي. في معرض الترفيه الإلكتروني 2009، تم الكشف عن أن الاسم الإنجليزي الرسمي للعبة سيكون ماريو أند لويجي: باوزرز إنسايد ستوري وأنه سيصدر في خريف 2009 لأمريكا الشمالية وأوروبا.

## التقييم
| نتائج المراجعة نشرة نقاط 3 دي أس دي أس 1أب.كوم غ/م -A دستركتويد 8/10 9/10 إدج غ/م 9/10 يورو غيمر غ/م 9/10 فاميتسو غ/م 35/40 غيم إنفورمر 8.5/10 8.75/10 غيم ريفولوشن غ/م +B غيم برو غ/م غيم سبوت 8/10 9/10 غيم سباي غ/م غيمز تي إم غ/م 9/10 غيم تريلرز غ/م 8.9/10 جاينت بومب غ/م آي جي إن غ/م 9.5/10 جو فيديو 18/20 غ/م نينتندو غيمر غ/م 9/10 نينتندو لايف نينتندو باور غ/م 9.5/10 نينتندو ورلد ريبورت 9/10 9/10 مجلة نينتندو الرسمية غ/م 92% بال جي إن غ/م 9/10 بوكيت غيمر غ/م آر بي غيمر 4/5 4.5/5 فيديو غيمر.كوم غ/م 8/10 الدرجات الإجمالية غيم رانكينغز 83.50% 91.01% ميتاكريتيك 84/100 90/100 |            |             |
| نتائج المراجعة |            |             |
| نشرة | نقاط       | نقاط        |
| نشرة | 3 دي أس    | دي أس       |
| 1أب.كوم | غ/م        | -A          |
| دستركتويد | 8/10       | 9/10        |
| إدج | غ/م        | 9/10        |
| يورو غيمر | غ/م        | 9/10        |
| فاميتسو | غ/م        | 35/40       |
| غيم إنفورمر | 8.5/10     | 8.75/10     |
| غيم ريفولوشن | غ/م        | +B          |
| غيم برو | غ/م        | 4.5/5 stars |
| غيم سبوت | 8/10       | 9/10        |
| غيم سباي | غ/م        | 4.5/5 stars |
| غيمز تي إم | غ/م        | 9/10        |
| غيم تريلرز | غ/م        | 8.9/10      |
| جاينت بومب | غ/م        | 5/5 stars   |
| آي جي إن | غ/م        | 9.5/10      |
| جو فيديو | 18/20      | غ/م         |
| نينتندو غيمر | غ/م        | 9/10        |
| نينتندو لايف | 9/10 stars | 10/10 stars |
| نينتندو باور | غ/م        | 9.5/10      |
| نينتندو ورلد ريبورت | 9/10       | 9/10        |
| مجلة نينتندو الرسمية | غ/م        | 92%         |
| بال جي إن | غ/م        | 9/10        |
| بوكيت غيمر | غ/م        | 4.5/5 stars |
| آر بي غيمر | 4/5        | 4.5/5       |
| فيديو غيمر.كوم | غ/م        | 8/10        |
| الدرجات الإجمالية |            |             |
| غيم رانكينغز | 83.50%     | 91.01%      |
| ميتاكريتيك | 84/100     | 90/100      |

تلقت اللعبة إشادة من النقاد وهي اللعبة الأعلى تصنيفًا لألعاب تقمص الأدوار من سلسلة ماريو، حيث ذهب العديد من الثناء إلى طريقة اللعب المحسّنة والقصة والفكاهة ودور باوزر كشخصية محورية. كان أول ناقد من أمريكا الشمالية يراجعها هو مجلة نينتندو باور، التي سجلت اللعبة 9.5 / 10 قائلة إنها «أفضل مغامرة ماريو بأسلوب RPG على الإطلاق»، وأن «أي شخص يحب شخصيات ماريو، يلعب تقمص الأدوار، أو حتى ألعاب الحركة يجب أن تمنح اللعبة نظرة». منحتها آي جي إن 9.5 بالإضافة إلى جائزة جائزة اختيار المحررين. منحت غيم إنفورمر اللعبة 8.75 من أصل 10 ومنحتها جائزة «أفضل لعبة محمولة في الشهر». أعطت غيم دييلي اللعبة 10/10. أعطت مجلة نينتندو الرسمية اللعبة 92٪، قائلة: «باوزرز إنسايد ستوري هي أحدث ألعاب تقمص الأدوار وأكثرها حيوية على دي أس على مر العصور». منحت غيم سبوت اللعبة 9.0، ومنحتها جائزة اختيار المحررين ، مشيدة بالمؤامرة والقصة بشكل عام. أعطى بلير هيرتر من إكس-بلاي اللعبة 5 من 5، وأشاد بالحبكة. أعطى براد شوميكر من جاينت بومب اللعبة 5 من 5، وأطلق عليها موقع الويب لاحقًا لقب أفضل لعبة دي أس لعام 2009.
كانت اللعبة هي اللعبة الأكثر مبيعًا في الأسبوع الأول من إصدارها في اليابان بعدد 193000 نسخة. باعت 650 ألف نسخة خلال النصف الأول من عام 2009 وانتهت من العام باعتبارها اللعبة الحادية عشرة الأكثر مبيعًا عند 717940 نسخة تم بيعها في البلاد. وفقًا لمجموعة NPD، كانت باوزرز إنسايد ستوري رابع أفضل لعبة مبيعًا لشهر إصدارها حيث تم بيع 258100 نسخة في الولايات المتحدة. استمرت في البيع بشكل جيد في الأشهر التالية وباعت 656700 نسخة في المنطقة بنهاية ديسمبر 2009.

## إعادة الإصدار
في 8 مارس 2018، كشفت نينتندو عن نسخة جديدة من لعبة نينتندو 3دي أس بعنوان ماريو أند لويجي: باوزرز إنسايد ستوري + باوزر جونيورز جورني (بالإنجليزية: Mario & Luigi: Bowser's Inside Story + Bowser Jr.'s Journey)‏ تمتاز النسخة الجديدة، بعد نجاح نسخة 3دي أس من ماريو أند لويجي: سوبرستار ساجا، برسومات محدثة وموسيقى معاد تصميمها وتحسينات في جودة الحياة وتغييرات مهمة في طريقة اللعب، مثل إعادة صياغة الحركات الخاصة في القتال. بينما تم التعامل مع غالبية اللعبة داخليًا في ألفادريم غيمز، تم مساعدة رئيس «باوزر العكلاق» من قبل المطور آرزيست ويتم تقديمها الآن كنماذج ثلاثية الأبعاد كاملة. بالإضافة إلى ذلك، تتضمن اللعبة أيضًا قصة جانبية جديدة بعنوان باوزر جونيورز جورني، والتي تركز على قصة باوزر جونيور خلال أحداث باوزرز إنسايد ستوري، وهي تلعب على غرار القصة الجانبية الموجودة في نسخة 3دي أس من سوبرستار ساجا. تم إصدارها في اليابان في ديسمبر 2018، مع إصدار عالمي بعد ذلك في يناير 2019. بالإضافة إلى ذلك، إنها لعبة ماريو الأخيرة التي تم نشرها لمجموعة أنظمة نينتندو 3دي أس.
في مقابلة مع غيم إنفورمر بعد وقت قصير من إطلاق اللعبة، صرح منتج ألفادريم غيمز يوشيهيكو مايكاوا ومنتج نينتندو أكيرا أوتاني أن السبب الرئيسي لإعادة صنع باوزرز إنسايد ستوري لنينتندو 3دي أس بدلاً من نينتندو سويتش كان بسبب التوقيت؛ يمكنهم بسهولة بناء اللعبة بناءً على الأصول الموجودة، والأهم من ذلك أنهم أرادوا الاحتفاظ بعناصر الشاشة المزدوجة من العنوان الأصلي مثل الألعاب الصغيرة والمعارك العملاقة. كان السبب وراء تخطيهم إعادة إنتاج برنامج بارتنرز إن تايم هو رغبتهم في إعادة إنتاج أفضل عنوان تم استلامه في السلسلة. بالإضافة إلى ذلك، أرادوا اغتنام الفرصة لاستكشاف ديناميات الوالدين والطفل بين باوزر وباوزر جونيور، والتي تجلت في رحلة باوزر جونيور.
بينما كان الاستقبال النقدي إيجابيًا بشكل عام، كان لدى ماريو أند لويجي: باوزرز إنسايد ستوري + باوزر جونيورز جورني سجل مبيعات ضعيف، ليس فقط لعبة ماريو أند لويجي الأكثر مبيعًا في السلسلة، ولكن أيضًا أحد الأسوأ - بيع ألعاب ماريو في كل العصور منذ فيرتشوال بوي، وهو تناقض صارخ مع الإصدار الأصلي الذي لا يزال الأكثر مبيعًا في المجموعات الفرعية. في اليابان، باعت أقل من 9500 وحدة في الأسبوع الأول وتراجعت عن أفضل 20 مخططًا بحلول الأسبوع الثاني. بالمقارنة، في الفترة الزمنية التي تم إصدارها وإصدار آخر من لعبة ماريو قديمة، باعت نيو سوبر ماريو برذرز يو ديلوكس 381.469 وحدة في فترة زمنية أقصر. مقارنة بنسخ نينتندو 3دي أس الأخرى لسلسلة ماريو التي تم إصدارها في إطار زمني مماثل في الأسبوع الأول، باعت لويجيز مانشن وكابتن تود: تريجر تراكر 27000 و 20،547 وحدة على التوالي. أفاد متعقب مبيعات فاميتسو أن اللعبة بيعت إجمالي 20678 نسخة قبل أن تسقط من المخططات، مما يجعلها واحدة من أسوأ الألعاب مبيعًا في امتياز ماريو بأكمله.[هل المصدر موثوق به؟] على الرغم من عدم ذكرها صراحة كسبب مباشر  يمكن اعتبار المبيعات العالمية الضعيفة للإصدار الجديد أحد العوامل وراء قرار ألفادريم غيمز بتقديم طلب للإفلاس في أكتوبر 2019.[بحاجة لمصدر]
تم ترشيح النسخة الجديدة لجائزة برج الحرية لأفضل نسخة جديدة في حفل توزيع جوائز نيويورك للألعاب، و «الكتابة في كوميديا» في حفل توزيع جوائز NAVGTR.

## الملاحظات
1. ↑  تسمى اللعبة في اليابان: ماريو أند لويجي آر بي جي 3!!! (بالإنجليزية: Mario & Luigi RPG 3!!!‎؛ باليابانية: マリオ&ルイージRPG3!!!؟)
2. ↑  تسمى اللعبة في اليابان: ماريو أند لويجي آر بي جي 3!!! دي إكس (بالإنجليزية: Mario & Luigi RPG 3!!! DX‎؛ باليابانية: マリオ&ルイージRPG3!!! DX؟)

## وصلات خارجية
- الموقع الرسمي
 (بالإنجليزية)
- ماريو أند لويجي: باوزرز إنسايد ستوري على موقع IMDb (الإنجليزية)